# Nocardia miyunensis
Espèce
Nocardia miyunensis est une espèce de bactéries de la famille des Nocardiaceae.

## Description
La souche type de cette espèce Nocardia miyunensis a été isolée en Chine.

## Taxonomie
Le nom correct complet (avec auteur) de ce taxon est Nocardia miyunensis Cui et al. 2005.

### Étymologie
L'étymologie du nom spécifique est la suivante : mi.yun.en’sis. N.L. masc./fem. adj. miyunensis, ce qui fait référence au comté de Miyun à Beijing, lieu où la souche type a été isolée.